# Nøgleart
En Nøgleart er en art (organisme) som spiller en unik og helt afgørende rolle for balancen i et økosystem. Det er en art som mange andre arter er direkte afhængig af for at overleve. Nøglearter er ofte prædatorer, men ikke altid. Det er oftere arter som er almindelige end sjældne, som blåbær og bævreasp i skoven og krill og plankton i havet. Ofte er nøglearten nede i fødekæden og har god spredningsevne. Nogle få prædatorer kan helt eller delvis kontrollere distributionen og populationen til et stort antal byttearter.
Nogle forskellige typer af nøglearter er:
- nøgleprædatorer som f.eks. havodder eller ulv
- økosystemingeniører som f.eks. spætter og bæver.

## Oprindelse
Begrebet nøgleart (af en. keystone species) opstod da den amerikanske zoolog Robert T. Paine (født i 1933) i 1969 lancerede teorien om at balancen i økosystemet kunne være afhængig af en enkelt art. Paines studie viste (1966) at fjernelsen af en art, i dette tilfælde søstjernen Pisaster ochraceus, fra en tidevandslette i Mukkaw Bay på Tatoosh Island i delstaten Washington i USA, fik store konsekvenser for det omliggende økosystem. Søstjerner er betydelige prædatorer på muslinger. Da søstjernerne forsvandt overtog muslingerne, som fortrængte andre arter og dominerede tidevandssletten fuldstændig. Søstjernen var altså en nøgleart.

## Kritik
Zoologen John D. C. Linnell, seniorforsker (økologi) ved Norsk institut for naturforskning (NINA), har udtalt (ResearchGate, 2013-07-17) at han mener nøgleartbegrebet er et dødspor, siden det er nærmest umuligt at demonstrere eller teste i naturen. Han siger videre at begrebet desuden er så misbrugt i debatter og og populærvidenskabelige medier at det næsten ikke har nogen mening længere. I stedet mener han at begrebet «sterkt interaktive arter» bør benyttes.